# Juan Catalina (dramaturgo)

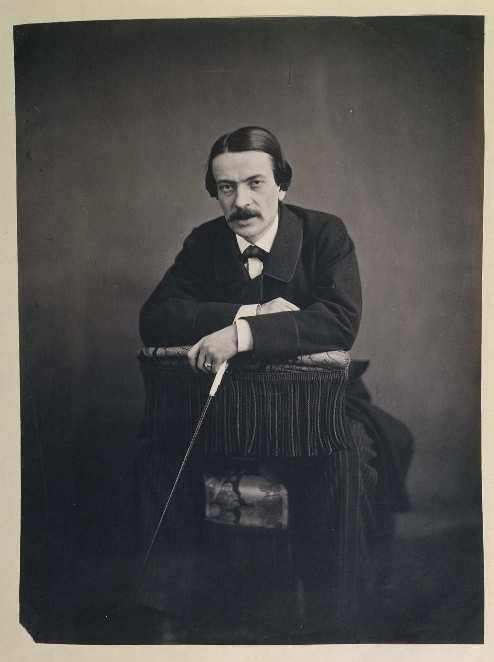
Juan Catalina, actor. Fotografía en papel a la sal. Biblioteca Nacional de España

Juan Catalina (Madrid, 1830-Ávila, 1870), actor y dramaturgo español, hermano del también actor Manuel Catalina (1820 - 1866).
Se especializó en el drama de costumbres.

## Obras
- Con un palmo de narices, 1850
- Con Luis Mariano de Larra y Wetoret, Quien piensa mal, mal acierta, 1851
- Aventuras de un valiente, Imprenta de J. Rodríguez, 1860
- La agenda de Correlargo, 1861.
- La llave de la gaveta, 1862.
- La sexta parte del mundo, 1870.
- Mercurio y Cúpido, Imprenta de C. Rodríguez, 1884.
- Volar sin alas, 1867.
- El ramo de la vecina, Impr. de J. Rodríguez, 1869.
- El portero es el culpable, Impr. de J. Rodríguez, 1860.
- El padre de la criatura, Impr. de J. Rodríguez, 1877.
- El manojo de espárragos, Impr. de J. Rodríguez, 1871.
- Juan Farfulla, o, El jugador de manos, Impr. de J. Rodríguez, 1861.
- Entre un cabo y un sargento, Impr. de la Viuda e Hijos de J. Cuesta, 1863.
- Los cuatro maravedís, Impr. de la Viuda e Hijos de J. Cuesta, 1862.
- Así son todas, Impr. de J. Rodríguez, 1868.
- Las multas de Timoteo, 1869.